# 15976 Bhansali
15976 Bhansali è un asteroide della fascia principale. Scoperto nel 1998, presenta un'orbita caratterizzata da un semiasse maggiore pari a 2,9855373 au e da un'eccentricità di 0,1020154, inclinata di 10,05860° rispetto all'eclittica.